# جون سيسيل كلاي
جون سيسيل كلاي (بالإنجليزية: John Cecil Clay)‏ هو رسام توضيحي أمريكي، ولد في 1875، وتوفي في 1930.